# Йоган Девріндт
Йоган Девріндт (нід. Johan Devrindt, нар. 14 квітня 1944, Оверпельт) — бельгійський футболіст, що грав на позиції півзахисника.
Виступав, зокрема, за «Андерлехт», а також національну збірну Бельгії, з якою був учасником чемпіонату світу 1970 року.

## Клубна кар'єра
У дорослому футболі дебютував 1962 року виступами за команду третього дивізіону «Оверпельт-Фабрік» з рідного міста Оверпельт, в якій провів два сезони.
Своєю грою за цю команду привернув увагу представників тренерського штабу клубу «Андерлехт», до складу якого приєднався 1964 року. Відіграв за команду з Андерлехта наступні шість сезонів своєї ігрової кар'єри. У складі «Андерлехта» був одним з головних бомбардирів команди, маючи середню результативність на рівні 0,56 гола за гру першості. За цей час чотири рази виборював титул чемпіона Бельгії (1965, 1966, 1967, 1968) і один раз Кубок Бельгії (1965).
У 1970 році Девріндт переїхав до Нідерландів і почав грати за ПСВ, у складі якого два сезони він забив 26 голів у Ередивізі, після чого повернувся до Бельгії і почав виступати за клуб «Брюгге». У своєму першому сезоні він став чемпіоном із «синьо-чорними», але пішов з команди після двох сезонів у 1974 році, перейшовши в «Локерен». Тут Девріндт за два сезони забив 27 голів у чемпіонаті, повторивши показник, який він досяг у «Брюгге».
У 1976 році, у віці 32 років, Девріндт на чотири сезони перейшов у «Вінтерслаг», де провів свої останні чотири сезони у вищому бельгійському дивізіоні. У сезоні 1980/81 Девріндт виступав за «Лув'єрваз» з другого дивізіону, а завершив ігрову кар'єру у команді «Тінен», за яку виступав протягом 1981—1983 років у третьому та четвертому дивізіонах Бельгії.

## Виступи за збірну
30 вересня 1964 року дебютував в офіційних матчах у складі національної збірної Бельгії в товариській грі проти Нідерландів (1:0).
У складі збірної був учасником чемпіонату світу 1970 року у Мексиці, на якому зіграв у двох матчах своєї збірної — проти Сальвадору (3:0) та Мексики (0:1), а збірна не подолала груповий етап.
Загалом протягом кар'єри у національній команді, яка тривала 12 років, провів у її формі 23 матчі, забивши 15 голів.

## Титули і досягнення
- Чемпіон Бельгії (5):

«Андерлехт»: 1964–65, 1965–66, 1966–67, 1967–68
«Брюгге»: 1972–73
- Володар Кубка Бельгії (1):

«Андерлехт»: 1964–65